# Золотий квадрат (організація)
Золотий квадрат або Золота четвірка (араб. المربع الذهبي) — організація з чотирьох офіцерів збройних сил Іраку, які відігравали ключову роль у політичному житті держави у 1930-их — 1941 роках.
В результаті діяльності організації 1 квітня 1941 року стався військовий переворот, в результаті якого прийшов націоналіст і прибічник ідей Третього Рейху Рашид Алі аль-Гайлані, який після ведення британських військ до Багдада наприкінці травня того ж року втік зі своїми прибічниками з країни.
До складу «Золотого квадрату» входили чотири найвпливовіших члени сунітської націоналістичної організації іракських офіцерів «Коло семи», які перебували під величезним впливом німецького посла Фріца Гробби:
- командир 1-ї піхотної дивізії, полковник Салах ад-Дін ас-Саббах
- командир 3-ї піхотної дивізії, полковник Каміль Шабіб
- командир окремої механізованої бригади, полковник Саїд Фахмі
- командир військово-повітряних сил, що дислокувались в районі Багдада, полковник Махмуд Салман[4].

Полковники додержувались радикальних антибританських настроїв й уособлювали реальну державну владу, яка після їх усунення не могла домогтись тривалої підтримки збройних сил.